# Sterol-26-Hydroxylase
Die Sterol-26-Hydroxylase (CYP27) (auch Cholestantriol-26-Monooxygenase oder Cytochrom P450 27/25) ist ein mitochondriales Enzym, welches für den Abbau der Cholesterine zu Gallensäuren wichtig ist und zusammen mit Cytochrom P450 2R1 das Vitamin D3 zu 25(OH)Vitamin D3 hydroxyliert (es hat die Enzymfunktion  Vitamin D3 25-Hydroxylase). Mutationen am CYP27A1-Gen sind für eine bestimmte Form der Xanthomatose verantwortlich.

## Katalysierte Reaktionen
+ NADPH/H+ + O2 ⇒  + NADP+ + H2O
Neben dem reversen Cholesterintransport ist die Oxidation von Cholesterin zu 27-Hydroxycholesterin und Abgabe ins Blutplasma die wichtigste Form des Cholesterintransports aus den Zellen hinaus. Aber auch die Hydroxylierung anderer Cholesterine sowie Vitamin D3 wird von CYP27 bewerkstelligt.
 + NADPH/H+ + O2 ⇒  + NADP+ + H2O